# Zwrot (łyżwiarstwo figurowe)

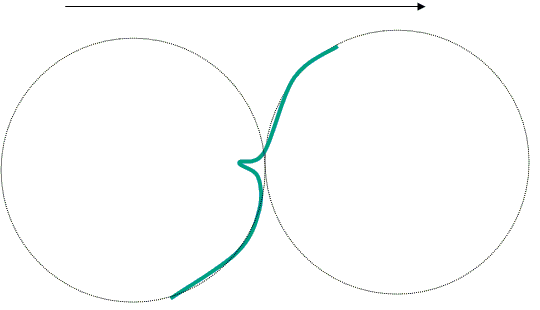
Schemat zwrotu (rockera)

Zwrot (ang. rocker turn) – to jeden z elementów łyżwiarskich zaliczanych do sekwencji kroków. Zwrot to obrót wykonywany na jednej nodze pozwalający łyżwiarzowi na zmianie kierunku jazdy z jednego okręgu na drugi. W porównaniu do obrotu trójkowego i trójki odwrotnej łyżwiarz wykonujący zwrot nie zmienia używanej krawędzi łyżwy nogi łyżwiarskiej (czyli następuje zwrot z zewnętrznej na zewnętrzną lub z wewnętrznej na wewnętrzną). 